# Kronocká sopka
Kronocká sopka (rusky Кроноцкая сопка) je neaktivní stratovulkán, který se nachází ve východní vulkanické zóně poloostrova Kamčatka v oblasti mezi pobřežím Tichého oceánu a Kronockým jezerem. S výškou 3528 m je dominantou celé oblasti, má symetrický kuželový tvar a její svahy jsou zbrázděné pravidelnými asi 200 m hlubokými údolími.

## Geologický vývoj
Kronocká sopka vznikla zřejmě v závěru pleistocénu a vulkanická aktivitu probíhala i v období holocénu. Dva kužele, na jihozápadním svahu jsou staré asi 7 000 až 8 000 let. Jediné historicky doložené erupce byly zaznamenány v letech 1922 a 1923. Ve stavbě masívu sopky převládají nízkodraselné bazalty, výjimku tvoří andezitové extruze v okolí vrcholového kráteru.